# Harvardaffären
Harvardaffären inträffade 1985. Sveriges dåvarande statsminister Olof Palme inbjöds av anrika Harvard University att hålla en föreläsning. Han avböjde arvode, men under vistelsen vid universitet lät Palme universitetsledningen förstå att hans son Joakim Palme gärna ville studera vid Harvard. En kort tid efter besöket kom ett besked att Joakim Palme antagits som stipendiat och kunde påbörja sina studier till hösten. 
Stipendiet uppmärksammades i media och reste frågeställningen huruvida detta i själva verket utgjorde ett skattepliktigt arvode. Taxeringsnämnden undersökte saken och fann att Palme skulle betala skatt för stipendiet, vilket värderades till 40 000 kronor. Palme överklagade beslutet till länsrätten, som mottog hans inlaga den 26 februari 1986. Handlingarna inkom i två exemplar och registrerades i länsrättens databas. Den 28 februari 1986 sker så mordet på Olof Palme. 
Den 12 mars upptäcks att originalinlagan från Olof Palme saknades och att även all information om ärendet raderats ur Länsrättens databas. Raderingen visade sig ha gjorts klockan 18:23 den 28 februari. Inga spår av inbrott kunde säkras. Ärendet polisanmäldes, men länsrätt och polis enades om att invänta länsrättens interna utredning. Polisens förundersökning kom sedan inte att inledas förrän 25 mars, och lades ner ett år senare utan spaningsresultat. Lars Eric Ericssons granskningskommission konstaterar i sitt betänkande SOU 1999:88 att polisutredningen kommit igång för sent och inte blev "så grundligt genomförd som den borde ha blivit".
Det har spekulerats i Harvardaffärens eventuella samband med mordet på Olof Palme, eftersom dokumentet försvann och informationen raderades samma dag som mordet skedde. Det har inte kunnat påvisas eller vederläggas, men i alla händelser så gick ingen information de facto förlorad, eftersom kopian på Palmes inlaga fanns kvar hos en av cheferna vid länsrätten. 
Historien avslöjades av journalisten Jan Guillou i programmet Natti Natti.